# Grenzsoldat
Grenzsoldaten sind Soldaten, die ihren Dienst an einer Staatsgrenze leisten und  aktiv zur Sicherung von Staatsgrenzen und Territorien beitragen. Grenzsoldaten werden speziell in Krisengebieten vermehrt abgestellt und dazu besonders geschult.
Heute verwenden zum Beispiel China, Syrien und Russland (vgl. Grenztruppen Russlands) speziell ausgebildete Soldaten für den Einsatz an Grenzen – ob ihrer eigenen oder von Bündnispartnern. Während der Zeit des Ost-West-Konflikts war der Begriff Grenzsoldat besonders für Grenztruppen der DDR an der innerdeutschen Grenze verbreitet.